# Sing It Away
A Sing It Away (magyarul: Énekeld ki!) a finn Sandhja dala, mellyel Finnországot képviselte a 2016-os Eurovíziós Dalfesztiválon, Stockholmban. A dal az Yle által szervezett nemzeti döntőben nyerte el az eurovíziós indulás jogát 2016. február 27-én.

## Eurovíziós Dalfesztivál
A dalt az Eurovíziós Dalfesztiválon a május 10-i első elődöntőben adta elő, fellépési sorrendben elsőként a Görögországot képviselő Argo Utopian Land című dala előtt. Az elődöntőben a tizenötödik helyen végzett, így nem jutott tovább a május 14-i döntőbe.
A következő finn induló a Norma John Blackbird című dala volt a 2017-es Eurovíziós Dalfesztiválon.